# بیاتان علیا
بیاتان علیا (به لری: بیاتۆ) روستایی از توابع بخش زند شهرستان ملایر در استان همدان ایران است. این روستا در مرز استان‌های همدان و لرستان قرار دارد، 

## جمعیت
این روستا در دهستان کمازان سفلی قرار دارد و براساس سرشماری مرکز آمار ایران در سال ۱۳۹۵، جمعیت آن ۴۹ نفر (۱۹خانوار) بوده‌است.